# Janusz Skowron

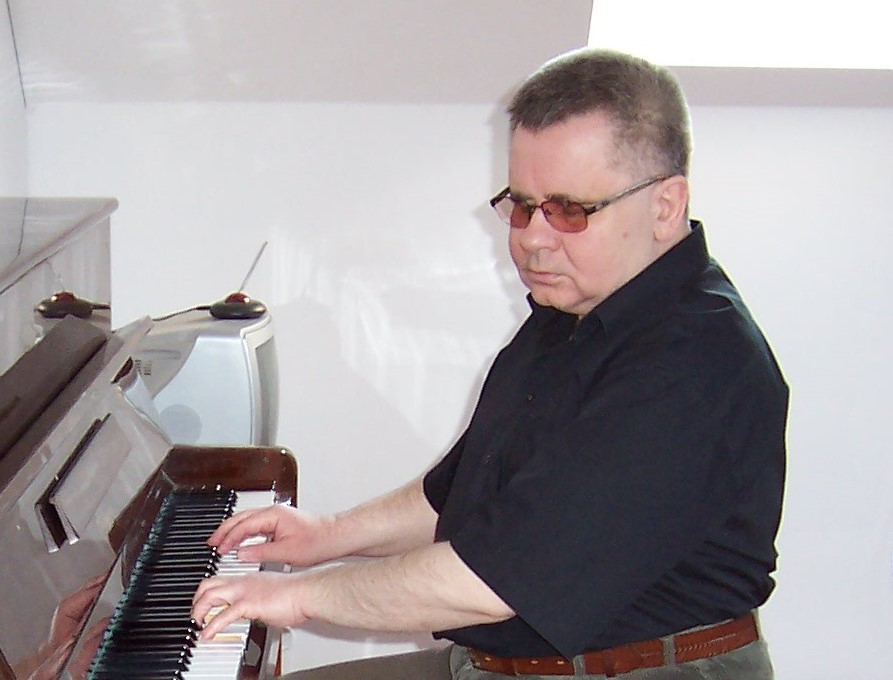
Janusz Skowron, 2010

Janusz Skowron (* 23. Mai 1957 in Warschau; † 27. Februar 2019) war ein polnischer Jazzmusiker (Piano, Synthesizer).

## Wirken
Skowron, der blind war und in der Blindenschule in Laski Klavierspielen lernte, gehörte ab 1979 zum Quintett von Kazimierz Jonkisz, ab 1981 als Gründungsmitglied zur String Connection, mit der er auch aufnahm und bis 1984 international Konzerte spielte. Daneben arbeitete er mit Zbigniew Wegehaupt. Ab 1985 war er Mitglied von Tomasz Stańkos Freelectronic, mit der er international tourte und ein Album auf dem Montreux Jazz Festival einspielte. Weiterhin begleitete er Ewa Bem und Zbigniew Namysłowski. Als Synthesizerspieler ist er auch auf Stańkos Album Roberto Zucco (1996) und als Keyboarder mit Bill Evans, David Gilmore und Victor Bailey im International Quintet (In On) zu hören. Auch arbeitete er mit Antymos Apostolis, Zbigniew Lewandowski, Zbigniew Jaremko und Maciej Sikała. Mit der Fusionband Walk Away trat er seit Ende der 1990er Jahre mit Bill Evans, Eric Marienthal und Randy Brecker auf. Später begleitete er die Sängerin Małgorzata Markiewicz und gehörte seit 2009 wieder zu String Connection.